# 莫里茨·菲尔斯特
莫里茨·菲尔斯特（德語：Moritz Fürste，1984年10月28日—），德国男子曲棍球运动员。他曾代表德国参加2008年、2012年和2016年夏季奥林匹克运动会曲棍球比赛，获得二枚金牌和一枚铜牌。